# Rosa lucidissima
Rosa lucidissima — вид рослин з родини трояндових (Rosaceae); ендемік Китаю.

## Опис
Кущ виткий, вічнозелений або напіввічнозелений. Гілочки міцні, голі коли не молоді; колючки рідкісні, вигнуті, плоскі, поступово звужуються до основи; щетина іноді щільна. Листки включно з ніжками 6–11 см; прилистки здебільшого прилягають до ніжки, вільні частини ланцетні, голі, край залозистий, верхівка гостра; остови й ніжки коротко колючі, рідко залозисто-запушені; листочків зазвичай 3, рідко 5, знизу блідо-зелені, зверху глибоко-зелені, часто пурпурово-коричневі коли старі, довгасто-яйцюваті або довго еліптичні, 4–8 × 2–4 см, голі, основа майже округла або широко клиноподібна, край пилчастий, верхівка хвостато-загострена або гостра. Квітка поодинока, 3–3.5 см у діаметрі. Чашолистків 5, довгасто-ланцетні. Пелюсток 5, пурпурово-червоні, широко зворотно-яйцюваті, основа клиноподібна, верхівка виїмчаста. Цинародії часто чорно-пурпурові, майже грушоподібні або зворотно-яйцюваті, гладкі.

## Поширення
Ендемік Китаю: Гуйчжоу, Хубей, Сичуань. Населяє змішані ліси, чагарники на висотах 400–1400 метрів.